# Хитлер, последњи дани
Хитлер, последњи дани је ратни историјско-драмски филм из 2004. године, режисера Оливера Хиршбигела, који приказује последњих дванаест дана Адолфа Хитлера у његовом бункеру у Берлину 1945. године. Филм је заснован на неколико књига: У Хитлеровом бункеру историчара Јоахима Феста, одломцима из мемоара Алберта Шпера, мемоарима једне од Хитлерових секретарица Траудл Јунге, Хитлерови последњи дани: Изјава очевица Герхарта Болта, мемоарима доктора Ернст-Гантера Шенка и мемоарима Зигфрида Кнапеа. Главне улоге у филму тумаче Бруно Ганц, Александра Марија Лара, Корина Харфух, Улрих Матес, Јулијана Келер, Хајно Ферх, Кристијан Беркел, Матијас Хабих и Томас Кречман.
Филм је снимљен у копродукцији Немачке, Аустрије и Италије на локацијама у Берлину, Минхену и Санкт Петербургу. Премијерно је приказан 14. септембра 2004. на Филмском фестивалу у Торонту. Изазвао је контроверзе код публике због приказивања људске стране Хитлера и због начина приказивања припадника Трећег рајха. Међутим, критичари су похвалили филм, нарочито сценарио и Ганцову главну улогу. Филм је био номинован за награду Оскар у категорији за најбољи филм на страном језику.

## Радња
Филм почиње снимком праве Траудл Јунге која изражава кривицу и срамоту због дивљења Адолфу Хитлеру у својој младости. Филм се наставља сценом из новембра 1942. у Вучјој јами у Источној Пруској у којој Хитлер ангажује 22-годишњу Јунгеову за своју личну секретарицу.
Прича се наставља 20. априла 1945. у току битке за Берлин. Гласни артиљеријски удар буди Јунгеову, Герду Кристијан и Констанцу Манцијарли у њиховој заједничкој соби. Генерал Вилхелм Бургдорф обавештава Хитлера да је Берлин нападнут, а касније га генерал Карл Колер обавештава да је Црвена армија напредовала до 12 km од централног Берлина.
Рајсфирер-СС Хајнрих Химлер и његов ађутант Херман Фегелајн моле Хитлера на пријему поводом његовог рођендана да напусти град. Хитлер уместо тога изјављује да ће поразити Совјете у Берлину или ће се суочити са својим падом. Химлер одлази да преговара о условима предаје западним Савезницима без Хитлеровог знања. У другом делу града, група припадника Хитлерјугенда ојачавају одбрану Берлина. Петера, једног припадника ове групе, отац моли да дезертира, али он одбија.
У другом делу града, СС доктор Ернст Гинтер Шенк убеђује једног генерала да му дозволи да игнорише наређење о евакуацији, а затим од Шенка СС генерал Вилхелм Монке тражи да донесе сав доступан медицински материјал у Рајхсканцеларију. У међувремену, Хитлер дискутује о својој новој политици спржене земље са својим министром наоружања Албертом Шпером, док Ева Браун организује журку за све житеље бункера који су деморалисани артиљеријским нападима.
Следећег дана, док се његова јединица бори против Црвене армије, генерал Хелмут Вајдлинг је позван у бункер да сачека своје стрељање због своје наредбе за повлачење на запад. Након објашњавања Хансу Кребсу и Бургдорфу да је то био неспоразум, фелдмаршал Вилхелм Кајтел унапређује Вајдлинга за заповедника све слабије одбране Берлина. Хитлер наређује јединици Феликса Штајнера да одбије совјетски јуриш, али га Кребс и Алфред Јодл обавештавају да Штајнер није могао да покрене напад. Пошто је из просторије истерао све осим Кајтела, Јодла, Кребса и Бургдорфа, Хитлер искаљује свој бес због наводих издајничких акција против њега и коначно признаје да је рат изгубљен. Ипак, одлучан је да остане у Берлину до самог краја, чак и ако то значи да изврши самоубиство.
Након што је видео да регрутовани цивили беспотребно гину у борби, генерал Монке се предочава њиховом команданту Јозефу Гебелсу да је то беспотребно жртвовање. Гебелс одговара Монкеу да не жали цивиле, јер су сами одабрали своју судбину. Хитлер губи осећај за стварност и наређује фелдмаршалу Кајтелу да успостави контакт са адмиралом Карлом Деницом, за кога Хитлер верује да окупља војску на северу, и да му помогне да испланира офанзиву да поврате румунска нафтна поља.
Касније Мартин Борман прекида састанак између Хитлера, Гебелса и Валтера Хивела да би прочитао поруку од команданта Луфтвафеа Хермана Геринга у којој он тражи дозволу да преузме команду и постане шеф државе. Хитлер одговара да се Геринг ражалује, наређује његово хапшење и именује барона Роберта фон Грајма за Геринговог наследника. Хитлер потом прима даље разочаравајуће вести када му Шпер признаје да није послушао његово наређење о политици спржене земље. Хитлер не кажњава Шпера, али се ни не рукује са њиме када овај одлази.
За вечером Хитлер добија вести да је Химлер контактирао Фолкеа Бернадота у покушају да испреговара предају. Хитлер наређује фон Грајму и његовој љубавници, пробном пилоту Хани Рајч, да пронађу Химлера и да се Химлеров ађутант Фегелајн доведе пред Хитлера. Пошто га је Ото Гинше обавестио да је Фегелајн напустио бункер, Хитлер наређује да се Фегелајн погуби због издаје.
Ернст Роберт Гравиц, директор Немачког црвеног крста и одговорни за нацистичке експерименте над људима, тражи од Хитлера дозволу да се евакуише из Берлина због страха од совјетске одмазде за своја дела. Када је не добије, Гравиц одлази кући и убија бомбама себе и своју породицу. Те ноћи Фегелајна хапси и стреља одред Рајхзихерхајтсдинста.
Новости постају све теже како Вајдлинг обавештава Хитлера да му није остало резерви, а Монке извештава да је Црвена армија само 300 до 400 метара од Рајхсканцеларије. Хитлер убеђује своје официре да ће их спасити 12. армија генерала Валтера Венка. Пошто је напустио канцеларију, сви генерали се слажу да је то немогуће. После поноћи Хитлер диктира Јунгеовој своју последњу жељу и тестамент, пре него што се ожени Евом Браун. Хитлер наређује Гебелсу да оде из Берлина, али Гебелс одбија.
Хитлер позива доктора Шенка, доктора Вернера Хасеа и медицинску сестру Ерну Флегел да им се захвали за збрињавање рањеника. Доктор Хасе објашњава Хитлеру најбољи начин за самоубиство и даје отров Хитлеровом псу Блонди. Хитлер једе свој последњи оброк и опрашта се од особља бункера. Даје Магди Гебелс своју златну партијску значку број 1. Емотивно скрхана овим гестом, Магда покушава да убеди Хитлера да поново размисли о свом самоубиству, али Хитлер одбија. Хитлер и Ева се убијају, и онда су, по његовом наређењу, обоје кремирани у дворишту Рајсхканцеларије.
У међувремену Кребс се састаје са маршалом Црвене армије Василијем Чујковим да би преговарао о условима мира, али се враћа без успеха. Гебелс виче на своје генерале, подсећајући их да им је Хитлер забранио да се предају. Ханс Фриче напушта просторију да би покушао да преузме ствари у своје руке, али га је замало убио бесни Бургдорф.
Уз помоћ СС лекара Лудвига Шрумфегера, Магда цијанидом убија своје шесторо деце. Затим она и њен супруг одлазе у двориште канцеларије, где Гебелс убија своју супругу, а затим и себе. Остатак особља бункера започиње евакуацију, док се Кребс и Бургдорф убијају. Вајдлинг радиом саопштава Берлину да је Хитлер мртав и да ће тражити тренутну обуставу ватре.
Траудл, Герда и остатак СС војника који су успели да напусте бункер лутају заједно са Шенком, Монкеом и Гиншеом док покушавају да побегну из града. Хивел је успео да им се придружи, али када су стиле вести о предаји, Хивел и још неколицина се убијају. Исто се дешава у другим на које група наилази. У међувремену деца-војници су погинули у совјетском јуришу, осим Петера, који је открио да је одред нациста погубио његове родитеље.
Док су војници Црвене армије удаљени само неколико улица, Траудл се одлучује да оде. Петер је води кроз масу војника, али се судара са пијаним војником Црвене армије. Петер је вуче за руку и она журно одлази. На срушеном мосту Петер проналази бицикл и њих двоје се одвозе из Берлина. Епилог затим открива судбине осталих ликова, пре него што се права Траудл поново појављује пре одјавне шпице.

## Улоге
| Глумац                 | Улога             |
| ---------------------- | ----------------- |
| Бруно Ганц             | Адолф Хитлер      |
| Александра Марија Лара | Траудл Јунге      |
| Корина Харфух          | Магда Гебелс      |
| Улрих Матес            | Јозеф Гебелс      |
| Јулијана Келер         | Ева Браун         |
| Томас Кречман          | Херман Фегелајн   |
| Кристијан Редл         | Алфред Јодл       |
| Хајно Ферх             | Алберт Шпер       |
| Ханс Штајнберг         | Карл Колер        |
| Гуц Ото                | Ото Гинше         |
| Андре Енике            | Вилхелм Монке     |
| Улрих Нотен            | Хајнрих Химлер    |
| Кристијан Беркел       | Ернст Гинтер Шенк |
| Ролф Каниес            | Ханс Кребс        |
| Михаел Мендл           | Хелмут Велдинг    |
| Матијас Хабих          | Вернер Хасе       |
| Дитрих Холиндербаумер  | Роберт фон Грајм  |
| Дитер Ман              | Вилхелм Кајтел    |
| Јустус вон Дохнани     | Вилхелм Бургдорф  |
| Игор Бубенчиков        | Франц Шендл       |
| Гералд Алекасндер Хелд | Валтер Хевел      |
| Томас Тим              | Мартин Борман     |
| Биржит Минихмеир       | Герда Кристијан   |
| Доневан Гина           | Петер Кранц       |
| Хајнрих Шмидер         | Рохус Миш         |
| Игор Романов           | Петер Хегл        |
| Јелисавета Бојарскаја  | Ерна Флегел       |

## Наслеђе
Хитлер, последњи дани је добро познат по порасту популарности због многих интернет пародијских видео снимака који користе неколико сцена у филму: где Хитлер постаје љут након што је чуо да се Штајнеров напад никада није догодио, због недостатка снага; када Хитлер чује телеграм команданта Луфтвафеа Хермана Геринга; када Хитлер телефонира генералу дер Флигеру Карлу Колеру у вези бомбардовања Берлина 20. априла; када Хитлер вечера и открива да је Рајхсфирер СС Хајнрих Химлер тајно понудио предају западним савезницима; где Хитлер наређује Оту Гуншеу да пронађе СС-групенфирера Хермана Фегелајна; и када Хитлер са својим генералима разговара о контранападу против напредујућих совјетских снага. У видео снимцима је задржан оригинални немачки звук, али су додати нови титлови тако да се чини да Хитлер и његови потчињени реагују на проблем или назадовање у данашњој политици, спорту, забави, популарној култури или свакодневном животу. Поред тога, неки корисници комбинују снимке из филма са другим изворима, синхронизују немачки дијалог преко видео игрица и/или снимака из других филмова и ТВ серија, или уређују слике ликова на већ постојеће или анимиране снимке, често ради веће комичности.

## Занимљивости
Већи део Хитлеровог текста у овом филму је историјски тачан.
Бруно Ганц је Хитлеров необични акценат увежбавао уз помоћ младог глумца који је одрастао у истом крају где и Хитлер. Ганц је проучавао и пацијенте оболеле од Паркинсонове болести да би се припремио за улогу.
Ганцу је од помоћи у припреми улоге био и једини познати аудио запис Адолфа Хитлера током приватног разговора са Густавом Манерхајмом.
Према изјави коју је дао Бруно Ганц, он првобитно није желео улогу Адолфа Хитлера.
Од 37 ликова у овом филму, који су засновани на стварним људима, Рохус Миш је једини који је био жив када је филм приказан.
Већина градских екстеријера снимљена је у Санкт Петербургу, зато што у архитектури овог града има много немачког утицаја и због тога што у њему постоји много малих улица без модерних обележја, каква су велике огласне табле.